# Arrow Lakes Park
Arrow Lakes Park är en park i Kanada.   Den ligger i provinsen British Columbia, i den södra delen av landet, 3 200 km väster om huvudstaden Ottawa. Arrow Lakes Park ligger 429 meter över havet.
Terrängen runt Arrow Lakes Park är kuperad åt nordväst, men åt sydost är den bergig. Arrow Lakes Park ligger nere i en dal. Trakten runt Arrow Lakes Park är nära nog obefolkad, med mindre än två invånare per kvadratkilometer.. Det finns inga samhällen i närheten.
I omgivningarna runt Arrow Lakes Park växer i huvudsak barrskog.